# Кацюба, Елена Александровна
Еле́на Алекса́ндровна Кацю́ба (в замужестве Кедрова; 24 января 1946, Москва — 15 февраля 2020, там же) — московская поэтесса, арт-дизайнер; член Союза писателей, член ПЕН-клуба, одна из основательниц группы ДООС во главе с Константином Кедровым, представительница метареализма — течения в поэзии  70-х-90-х гг. XX века, означающее «метафизический», а также  «метафорический реализм».

## Биография
Елена Кацюба окончила отделение журналистики Казанского университета. По рекомендации Юнны Мориц и Андрея Вознесенского Елена Александровна была принята в Союз писателей с рекомендацией Генриха Сапгира на первом общем собрании союза после распада СССР. С 1998 по 2003 г. она была телевизионным обозревателем в газете «Новые известия», с 2003 по март 2005 вела еженедельную колонку «Книжная полка» в газете «Русский курьер». Е. Кацюба — ответственный секретарь «Журнала ПОэтов» и арт-дизайнер почти всех выпусков. Участница Русских поэтических чтений в Сорбонне (2002), на Лейпцигской книжной ярмарке (2004), Русского Книжного салона в Париже (2005), фестиваля «Киевские лавры» (2007), семинара «Seminarium hortus humanitati» в Риге (2008), Первого пражского международного литературного фестиваля «Европа 2008», 6-го Волошинского фестиваля в Коктебеле (2008), русско-австрийских дней литературы и поэзии в Вене (2009), 3-го и 4-го фестивалей «Славянские традиции» (2011, 2012), фестиваля Манхэ а Южной Корее (2012). Лауреат фестиваля «Другие» (2006 г.) за палиндромную поэзию, лауреат Волошинского конкурса 2007 г в номинации «Мой дом открыт навстречу всех дорог» за стихотворение «Ритмы моря», лауреат 2007 г. журнала «Дети Ра» за подборку стихов «Витражные зрячие стекла», лауреат журнала «Окно» за 2008 г. в категории «визуальная поэзия», лауреат литературной премии и медали им. Бориса Гринченко (2012). Лауреат премии журнала «Дети Ра» 2015 г. по разделу Литературоведение за эссе «ГРАММАТИКА ВИРТУАЛЬНОЙ ЛЮБВИ (Поэтика любви в повести А. Н. Толстого „Граф Калиостро“ и в рассказе „Грамматика любви“ И. А. Бунина)». Лауреат Международного Фестиваля ДООС-2018. Лауреат премии «Писатель XXI века» за 2018 год в номинации «Поэзия».
Умерла 15 февраля 2020 года. Урна с прахом захоронена на Донском кладбище.

## Творчество
В середине 1980-х она создает анаграммно-палиндромную поэму «Свалка». Её стих отличают изысканная пластика, лиричность, философичность, ирония и самоирония. Красноречивы сами названия: «Лад ладони», «Вересковый ветер», «Дао дома». Ей свойственна афористичность. Название самого полного собрания стихов точно передает смысл её поэзии «Игр рай». Её стихи входят в антологии «Строфы века», «Самиздат века»; «ДЕПО», «Русские поэты сегодня» и La nouvelle poésie russe (с переводами на французский), «Диапазон» (русско-немецкая), «Музы: Москва — Пекин» (китайская), «Зевгма», «Року укор» и др. Вышел также аудиодиск «Азбука» (стихи в исполнении автора.) Поэтесса называет своё направление «лингвистическим реализмом». Это когда в стихе все диктует само слово. Если вначале было Слово, то все слова произошли именно от него различными способами. Все эти приемы отражены в супер-поэме «Свалка» (1985 г). Также Е. Кацюба первой применила в поэзии способ творения из одного слова других слов путём поочередной замены одной буквы, назвав это действо «стихийной мутацией». Так мрак превращается в свет, небо в море, слон в муху. В 1999 выходит «Первый палиндромический словарь», в 2002 «Новый палиндромический словарь» и сайт «Палиндронавтика» (термин К. Кедрова) с палиндромами, палиндрамами и статьями по философии палиндрома (К. Кедров, А. Бубнов, С. Бирюков, В. Рабинович, А. Парщиков, А. Кессельман, Л. Блинов). Андрей Вознесенский назвал эти книги «поэтическим итогом XX-го и XIX столетий» (цифры-палиндромы).

## Взгляды
В марте 2014 года вместе с рядом других деятелей науки и культуры выразила своё несогласие с политикой российской власти в Крыму.

## Награды и премии
- Международная отметина имени отца русского футуризма Давида Бурлюка[5];
- Лауреат премии журнала «Дети Ра» (2007)
- Серебро Евразийского литературного фестиваля фестивалей «ЛиФФт» (2017)[6].
- Лауреат международной премии «Писатель XXI века» в номинации «Поэзия» (2018)[7].
- Лауреат Международной Мюнхенской Премии „DOMINANTE“ 2020 года — «За открытия новых эстетических и художественных принципов в области литературы» (посмертно)[8].
- Лауреат премии Константина Кедрова Президентского фонда культурных инициатив (посмертно, 2024)[9].

## Книги
- Елена Кацюба Свалка — М.: Музей Сидура, 1995
- Елена Кацюба Красивые всегда правы. — М.: ФИШЕР, 1999
- Елена Кацюба Первый палиндромический словарь современного русского языка. — М.: Издательство Елены Пахомовой, 1999
- Елена Кацюба эР — эЛь: Стихи и стихийные мутации. — М.: ЛИА Р. Элинина, 2002
- Елена Кацюба Новый палиндромический словарь. — М.: Издательство Елены Пахомовой, 2002
- Елена Кацюба Игр рай: Стихи, поэмы, стихийные мутации, иероглифические тексты, палиндромы и стихи с палиндромной инкрустацией. — М.: Издательство Елены Пахомовой, 2003
- Елена Кацюба Азбука: Аудиодиск (читает автор). — М.: ООО «1С-Паблишинг», 2007
- Елена Кацюба Свидетельство луны. — М.: Изд-во Р. Элинина, 2008 (Классики XXI века)
- Елена Кацюба Глядящие на пламя. — М.: Издательство ДООС, 2014 (ДООС — поэзия)
- Елена Кацюба Заговор рек: Книга стихов. — М.: Издательство Евгения Степанова, 2018 (Книжня серия "Авангранды")
- Елена Кацюба Зола Креза: Стихи, палиндромы, циклодромы, анаграммы, анагрифы, стихийнын мутации, визуальные стихи. – М., Изд-во «ЛИФФТ», 2019 (Серебряный ЛиФФт. Писатели России).

### Сборники, антологии
- Антология ПО. — Т.1. — Гл. редактор К. Кедров. — М.: Издательство ДООС, 2007. — 637 с.; 1000 экз. — ISBN 5-901617-35-5 (Академия Натальи Нестеровой)
- Антология ПО. — Т.2. — Состав. Е. Кацюба. — М.: Издательство ДООС, 2015. — 637 с. — ISBN 978-5-9906507-0-1
- Антология ПО. — Т.3. — Состав. Е. Кацюба. — М.: Издательство ДООС, 2016. — 592 с. — ISBN 978-5-9908092-0-8

## Отзывы
Если бы Хлебников жил сегодня, он писал бы как Кацюба.
— Андрей Вознесенский

Но это не Маяковский! Это вполне современная поэтическая загадка. И таких загадок в книге «Зола Креза» немало.
Замечательно распадается стихотворение‑рисунок «Стрекоза» на свои составные части. Рисунок крыльев стрекозы в этом анагрифе складывается из Розы и Сократа, Креста и Креза. Красивый и редкий опыт поэтической лаконичной живописи! Думаю, не зря Елена Кацюба разложила стрекозу на составляющие словесные атомы.

Нельзя не отметить многоязычие этой книги. Стихи автора постоянно соседствуют рядом с их переводами на разные языки, включая китайский. А помимо – они звучат на французском, венгерском, немецком, болгарском… Это вам не билингва — это прообраз поэтического древа мира.

Я определю эти поиски Елены Кацюбы как сегодняшний НеоФутуризм.
— Сергей Мнацаканян

Каждый поэт мечтает быть исчерпывающе понятым. Сам палиндром является зеркалом, которое смотрится в себя. Я уже чисто машинально, по привычке, читаю стихи Елены и слева направо, и справа налево, в обратном порядке, даже если никакого палиндрома там нет. Кацюба, на секундочку, автор двух палиндромических словарей. В её стихах всегда присутствует великолепная звукопись: аллитерации, анаграммы и внутренние рифмы. Тексты одновременно и кроссвордно-аналитичны, и душевны.
— Александр Карпенко

## Память
- В марте 2020 года поэтом Константином Кедровым был создан Словотворный памятник Елене Кацюбе, 19 марта "памятник" был опубликован в еженедельной литературно-публицистической газете «Литературная Россия»[12].
- В 2021 году 84-й номер журнала «Журнал ПОэтов» №1—2 (84) "Созвездие Либеллула" был посвящён поэтессе Елене Александровне Кацюбе[13].